# MEG
MEG (3 de octubre de 1980, nombre real Keiko Yorichika (頼近 恵子)) es una cantante japonesa originaria de la Prefectura de Hiroshima. 

## Carrera
Tras acudir a la audición de un sello discográfico, en 2001 y con 19 años de edad debutó lanzando su primer sencillo indie. Algún tiempo después consiguió su primer contrato major, y en el 2002 lanzó su primer sencillo oficial titulado "Scanty Blues", creado en conjunto con el músico Yasuyuki Okamura. Comenzó su carrera con muy poca exposición en los medios; el primer álbum que lanzó fue la compilación de remixes, que se lanzó en Japón y en Europa, y que contó con la participación de varios DJ. En julio del 2003 lanzó su primer álbum, titulado room girl.
En 2004 abrió una tienda de ropa usada en Harajuku, al mismo tiempo que estrenaba su marca de ropa, cheryl, que ella misma diseñaba.
Desde el 2006 la carrera de MEG comienza a despegar, cuando su álbum lanzado de forma independiente Dithyrambos, y posteriormente el álbum producido por Hiroshi Nakamura, aquaberry, llegaron al puesto número 1 de las listas de álbumes electrónicos de iTunes Music Store. En otoño del 2007 es contratada por Universal Music Japan, y comienza a trabajar con el productor de música electrónica Yasutaka Nakata de forma exclusiva.
Con su primer álbum producido por Nakata, BEAM, lanzado el 2007, logró por primera vez llegar al Top 25 de las listas de Oricon. Y consiguió más con el siguiente trabajo, STEP, lanzado el 2008, el cual llegó al puesto número 8 del mismo, convirtiéndose en la posición más alta alcanzada desde su debut. En agosto de este mismo año también realizó su primer concierto one-man, ya que hasta ese entonces sólo había participado en conciertos de otros artistas como invitada.
El 2009 lanza su sencillo "FREAK", para el cual colaboró con la banda de new rave del Reino Unido llamada Hadouken!, y algunos meses después lanza su sexto álbum de estudio, BEAUTIFUL, que contó por tercera vez con la producción total de Yasutaka Nakata.
En 2010 Meg lanza su primer disco de grandes éxitos, BEST FLIGHT, anunciando junto con esto que se tomaría un descanso de carrera como cantante. Tras una corta estadía en París, donde incursionó más en el diseño de vestuario, en el mes de diciembre de este mismo año Meg regresa a Japón y firma un contrato con unBorde, nuevo sello discográfico administrado por su antiguo casa Warner Music Japan.

## Discografía

### Sencillos
| #  | Título                                                                   | Fecha lanzamiento        |
| -- | ------------------------------------------------------------------------ | ------------------------ |
| 1  | Scanty Blues (スキャンティブルース?)                                     | 10 de julio de 2002      |
| 2  | Ikenai Kotokai/Kasa to Shizuku (イケナイコトカイ/傘としずく?)            | 11 de septiembre de 2002 |
| 3  | Kouro (光露?)                                                            | 26 de marzo de 2003      |
| 4  | GROOVE TUBE                                                              | 11 de junio , 2003       |
| 5  | STEREO04                                                                 | 1 de diciembre de 2004   |
| 6  | ROCKSTAR                                                                 | 15 de marzo de 2006      |
| 7  | DAWN                                                                     | 20 de septiembre de 2006 |
| 8  | Amai Zeitaku (甘い贅沢?)                                                 | 30 de mayo de 2007       |
| 9  | OK                                                                       | 3 de octubre de 2007     |
| 10 | MAGIC (El tema apertura de drama TV Tokyo Tadashii Ouji no Tsukuri Kata) | 5 de marzo de 2008       |
| 11 | HEART                                                                    | 7 de mayo de 2008        |
| 12 | PRECIOUS                                                                 | 17 de septiembre de 2008 |
| 13 | FREAK                                                                    | 11 de febrero de 2009    |
| 14 | SECRET ADVENTURE                                                         | 28 de abril de 2010      |
| 15 | PASSPORT/PARIS                                                           | 25 de agosto de 2010     |
| 16 | SAVE                                                                     | 5 de junio de 2013       |
| 17 | Kiss or Bite                                                             | 5 de junio de 2013       |

### Álbumes
| #  | Título                     | Fecha lanzamiento        |
| -- | -------------------------- | ------------------------ |
| 1  | room girl                  | 9 de julio de 2003       |
| 2  | Dithyrambos                | 22 de noviembre de 2006  |
| 3  | aquaberry                  | 28 de marzo de 2007      |
| 4  | BEAM                       | 5 de diciembre , 2008    |
| 5  | STEP                       | 18 de junio de 2008      |
| 6  | BEAUTIFUL                  | 27 de mayo de 2009       |
| 7  | Journey                    | 26 de agosto de 2009     |
| 8  | MAVERICK                   | 23 de junio de 2010      |
| 9  | BEST FLIGHT Terminal A & B | 29 de septiembre de 2010 |
| 10 | CONTINUE                   | 4 de diciembre de 2013   |

### Álbum de remix
| # | Título | Fecha lanzamiento   |
| - | ------ | ------------------- |
| 1 | mgrmx  | 12 de marzo de 2003 |